# Alucita crococyma
Alucita crococyma är en fjärilsart som beskrevs av Edward Meyrick 1937. Alucita crococyma ingår i släktet Alucita och familjen mångfliksmott, (Alucitidae). Inga underarter finns listade i Catalogue of Life.